# Наум Андрић
Наум Андрић (Надаљ, 7. април 1907 — Београд, 17. септембар 1972) био је српски јеромонах, иконописац и живописац.

## Биографија
Наум Андрић је после ниже гимназије у Суботици 1925, учио иконопис код оца Луке у манастиру Миљково, где се 1931. замонашио и, уместо световног имена Лазар, добио име Наум. Усавршавање у иконопису и живопису наставио 1934–1938. у манастиру Раковица код владике Пимена Софронова. За јеромонаха рукоположен 1940, а потом похађао течај за цртеж и сликарство на Коларчевом универзитету код Петра Добровића и Младена Јосића. На присилан рад у Немачку отеран 1942. одакле се враћа наредне године. Био је старешина манастира Благовештења у Овчар Бањи, затим у манастирима Вољавча, Дивош, Кувеждин, а од 1953. до 1963. парох и игуман Гргетега. По преласку у манастир Витовница бави се искључиво уметничким радом. Постао је стални сарадник Галерије фресака у Београду, Галерије Матице српске и Завода за заштиту споменика културе на Цетињу. За те установе радио је копије фресака манастира Милешева, Пећке патријаршије, Грачанице, Манасије, Старог Нагоричана, Острога, Пиве, Новог Хопова итд. Истовремено је радио и на рестаурацији живописа манастира Вољавча, затим цркава у Ђурђеву, Сивцу и Белој Цркви код Вршца.
За време десетогодишњег службовања у Гргетегу насликао преко 50 слика и акварела тог споменика културе. Тада је урадио и шест пејзажа манастирских цркава за галерију Бачке епархије. На искуствима постимпресионизма и поетског реализма, цртачки сигурно, колористички одмерено, у материји убедљиво и композиционо уравнотежено, сликао је интимистички доживљене пределе, идилична зимска предвечерја и слично.
Највише је урадио као иконописац и живописац. Познати су његови иконостаси манастира Ваведења у Београду (1935) и Благовештења у Овчар Бањи (1942), затим цркава у Раковици (1938), селима Војвода Степа (1939), Врче (1955), Витаоница, Марковци, као и у Крагујевцу (1971). Фреске и зидне слике радио за цркву села Бачина у Далмацији (1932), затим у Кални, Црни Врх (1936), у доњој цркви манастира Острог (1969) у манастиру Рукумија и цркви светог Александра Невског у Београду (1971−1972).